# Сказ о розовом зайце
«Сказ о розовом зайце» — казахстанский художественный кинофильм, снятый в 2010 году на студии «Казахфильм» им. Шакена Айманова. Режиссёр Фархат Шарипов. Участник основного конкурса кинофестиваля «Евразия»
Главные роли в фильме исполнили Ануар Нурпеисов и Максим Акбаров.

## Сюжет
Провинциальный парень Ерлан, студент 3 курса одного из алматинских ВУЗов (КазГАСА) приехал в город в надежде добиться успеха в будущем. Среда «золотой молодежи», куда он попадает, оказалась непростой. У неё свои законы, собственные порядки, и для того, чтобы сохранить свои моральные принципы, многое придется заново пережить и испытать. Он встречает парня под псевдонимом Локо, который предлагает ему выгодное предложение для него и для себя — отсидеть чужой срок. Ерлан отказывается, но помогает ему найти такого человека.

Мы ничем не хотели напрягать зрителя: вырезали постельную сцену, сделали хеппи-энд. Все сделано по канонам голливудского кино. Мы поиронизировали, сделав карикатуру на фильмы о криминале.— Фархат Шарипов

## В ролях
| Актёр                  | Персонаж    |
| ---------------------- | ----------- |
| Ануар Нурпеисов        | Ерлан       |
| Максим Акбаров         | Локо        |
| Карлыгаш Мухамеджанова | Джека       |
| Фархат Абдраимов       | Джайбархан  |
| Санжар Мадиев          | Жан         |
| Бахтияр Кожа           | Айдарбеков  |
| Ерболат Тогузаков      | Кайрат      |
| Саят Исембаев          | Джоник      |
| Мурат Бисембин         | Чукот       |
| Райхан Айткожанова     | мать Ерлана |
| Роман Хикалов          | друг Жеки   |
| Ерден Телемисов        | бандит      |

## Награды и номинации
- Премия Союза кинематографистов Казахстана «Кулагер» лучшему режиссёру (Фархат Шарипов)[3][4]

## Критика и отзывы
«Сказ о розовом зайце» в качестве примера нецелесообразного расходования бюджетных средств приводил в своих высказываниях  глава Министерства культуры и спорта Казахстана Арыстанбек Мухамедиулы:

Сегодняшней молодёжи нужны такие фильмы, возвышающие национальный дух, я об этом говорю открыто. Из-за этого бывают споры, поднимается шум в средствах массовой информации. Например, вышел фильм «Сказ о розовом зайце». Что это? Разве нам это нужно? Сплошная ругань, жаргонная речь. Возможно, кому-то из молодых такое нравится. Но я не могу назвать это казахским национальным кино. Пусть такие фильмы снимаются не на государственные деньги. Я всегда об этом говорю. — 

Если вы считаете, что это шедевр, пожалуйста, смотрите. Но знаете, какой бюджет у этого фильма? Для сравнения я скажу, что мы сняли «28 панфиловцев», у которого был блестящий прокат в России и у нас, сейчас он вышел в международный прокат. На «28 панфиловцев» мы выделили ровно половину средств, которые выделили на фильм «Сказ о розовом зайце» в 2010 году. (...) Какой эффект мы от этого имеем? Во-первых, мы возродили память о 28 панфиловцах, во-вторых, впервые наш бренд «Казахфильм» вышел в международный прокат. (...) Мы должны наполнить исторический контент, который сильно упустили. Потом, когда наступят благоприятные времена, пожалуйста. Бюджет [фильма «Сказ о розовом зайце»] —  один миллион десять тысяч 231 доллар. Мы миллион долларов не можем найти на некоторые фильмы, каждую копейку считаем, чтобы как-то выйти из положения.
— 

## Саундтрек
| № | Название               | Исполнитель           | Длительность |
| - | ---------------------- | --------------------- | ------------ |
| 1 | «Город не мой»         | Naz                   | 3:55         |
| 2 | «Сказ о розовом зайце» | Naz                   | 3:36         |
| 3 | «Money»                | Massagets feat. Playa | 4:05         |